# هم‌آوا

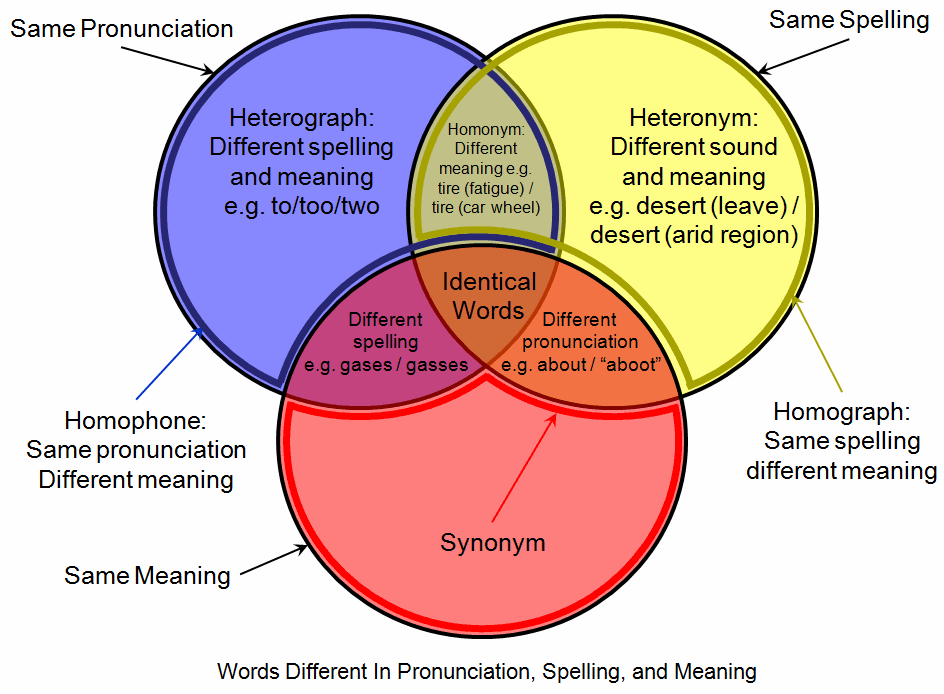
این یک نمودار وِن است که روابط بین تلفظ، املا و معنای واژه‌ها را نشان می‌دهد؛ برای مثال، هم‌نگاره‌ها (homographs)، هم‌آواها (homophones)، هم‌نام‌ها (homonyms)، ناهم‌خوان‌ها (heteronyms) و ناهم‌نگاره‌ها (heterographs)

هم‌آوا یا هوموفون (به انگلیسی: Homophone) به واژه‌هایی می‌گویند که در تلفظ شبیه هم باشند، مثل (حیاط  -حیات .، خورده، خرده - خاستن، خواستن). نوع دیگری از واژگان هم‌آوا وجود دارند که افزون‌بر تلفظ مشابه، یکسان نیز نوشته می‌شوند ولی معانی مختلفی را می‌تواند منظور کند، (مانند شیر حیوان جنگل و شیر خوراکی). به این دسته از لغات چندمعنایی می‌گویند. گفتنی است در تلفظ خواهر و خوردن در گذشته «و» به‌صورت صدای w تلفظ می‌شده و اکنون نیز در بسیاری از گویش‌های فارسی این‌چنین تلفظ می‌شود (مثلاً در گویش همدانی به خواهر خوآر گفته می‌شود) ولی در گویش معیار به‌صورت «خا» تلفظ می‌شود؛ بنابراین لزوما هم‌آوا به شمار نمی‌روند.
| اصطلاح     | معنا                               | املا                                  | تلفظ            |
| ---------- | ---------------------------------- | ------------------------------------- | --------------- |
| هم‌نام      | متفاوت                             | مشابه                                 | مشابه           |
| هم‌نویس     | متفاوت                             | مشابه                                 | مشابه یا متفاوت |
| هم‌آوا      | متفاوت                             | مشابه یا متفاوت                       | مشابه           |
| دگرآوا     | متفاوت                             | مشابه                                 | متفاوت          |
| دگرواژه    | متفاوت                             | متفاوت                                | مشابه           |
| چندمعنایی  | متفاوت اما مرتبط                   | مشابه                                 | مشابه یا متفاوت |
| بزرگ نویسی | متفاوت در هنگام با حروف بزرگ نوشتن | مشابه مگر در هنگام با حروف بزرگ نوشتن | مشابه یا متفاوت |

1. ↑  نقریان، اندیشه (۲۰۲۲-۰۶-۲۹). «هموفون یا هم آوایی (Homophone) چیست؟». موسسه زبان دهخدا. دریافت‌شده در ۲۰۲۵-۰۳-۱۵.